# 프라운호퍼 협회
프라운호퍼 연구 협회(독일어: Fraunhofer-Gesellschaft 프라운호퍼 게젤샤프트[*])는 독일의 정부출연 연구기관으로, 연방 정부로부터 재정 지원을 받는 국립 연구소이다.
2019년 3월 기준으로, 독일 전역에 72개의 연구소를 두고 있는 유럽 최대의 응용 연구개발 조직이다. 각각의 연구소는 기업과 사회에 직접적으로 기여하는 것을 목표로 "응용과학" 각 분야를 연구하고 있다. 2만 5000여 명 이상의 사람들이 일하고 있으며, 대부분 과학자, 엔지니어들이다. ("기초과학" 분야를 연구하는 막스 플랑크 연구소와는 대조된다). 총 연간 연구 예산은 23억€유로에 달하며, 기본적인 연구 자금은 독일 연방 정부와 주 정부가 지원하고 있으나 70% 이상의 연구 자금이 민간 기업 및 정부 과제를 통한 위탁 연구에서 발생한다.
각 연구소는 필수적으로 8개의 연구 그룹(Fraunhofer group) 중 하나에 속하며, 또한 현재 이슈가 되는 기술 위주로 관련 연구를 하고 있는 연구소들이 모여 얼라이언스(Fraunhofer alliance)를 형성한다.
프라운호퍼 연구 협회는, 프라운호퍼 연구 협회의 목표의 훌륭한 본보기가 된다고 알려져 있는 과학자이자 공학자, 사업가였던 요제프 폰 프라운호퍼의 이름을 따서 지어졌다.
프라운호퍼는 "프라운호퍼 USA"라는 이름 아래 미국에 7개의 센터가 있으며, 아시아에는 3개가 있다. 2010년 10월에는 남미에 첫번째 연구센터를 연다는 소식을 발표하기도 하였다. "프라운 호퍼 UK Research Ltd"는 2012년 3월 스코틀랜드 글래스고의 "Fraunhofer Centre for Applied Photonics"와 함께 설립되었다.

## 프라운호퍼 한국대표사무소
프라운호퍼 한국 대표사무소는 국내에서 프라운호퍼를 대표하는 공식 채널이다. R&D 협력을 위해 한국 파트너와 독일 현지 프라운호퍼 연구소를 연결해 주는 업무를 하며, 프라운호퍼의 과학기술을 한국에 소개하고 프라운호퍼 연구소를 위한 한국 민간 혹은 정부 파트너를 발굴한다.
프라운호퍼는 B2B 비즈니스 모델을 가지고 있어 일반 대중에는 잘 알려져 있지 않으나, 관련 기관들에 대해서는 세미나 개최 및 정기적인 연구 동향 소개를 진행하고 있다.

## 프라운호퍼 모델
이른바 "프라운호퍼 모델(Fraunhofer Model)"이라는 이름의 펀딩(예산 확보) 모델이 1973년부터 존재하였으며 이 모델 덕분에 협회가 지속적으로 발전할 수 있었다. 이 모델 하에서는, 프라운호퍼 협회는 예산의 70%를 산업체나 특정 정부 기관과의 프로젝트 계약으로부터 얻는다. 나머지 예산의 30%는 연방 및 지방 정부의 9:1 비율의 보조금으로서 획득하며, 이 30% 예산은 선행 연구에 사용된다.
따라서 협회의 예산의 크기는 프로젝트 계약으로 얻는 수익금에 따라 결정된다. 이 펀딩(funding) 모델은 프라운호퍼 협회 자체에 적용될 뿐만 아니라 협회에 소속된 개별 연구소에도 마찬가지로 적용된다. 이 모델은 응용 연구의 리더가 되겠다는 프라운호퍼의 전략적 방향을 실현하는 동력이 되며 또한 사회에서 요구되는 연구의 우선순위를 정할 때 유연하고, 자율적이며, 기업가정신에 기반할 수 있도록 장려하는 역할을 한다.

## 프로젝트
프라운호퍼 협회는 독일에서 가장 응용이 잘되는 특허가 출원되는 곳이다. 2012년 기준으로 협회의 산하 연구기관들은 696 건의 독일 발명품 중, 무려 499 개의 발명품들이 프라운호퍼 협회의 특허를 응용하였다.
- MP3 압축 알고리즘은 프라운호퍼 IIS가 발명하였으며, 그 연구소가 주요 특허를 갖고 있다. 2005년 한 해에만 프라운호퍼 연구소에서는 MP3 라이선스로 1억유로(원화 약 1300억 원)의 라이선스 수입을 올렸다.[2]
- 프라운호퍼 HHI는 2008년과 2009년에 Emmy 상을 수상할 정도로 인정받은 기술인 H.264 / MPEG-4 AVC 비디오 압축 표준에 크게 기여했다. 여기에는 Fraunhofer FDK AAC 라이브러리가 포함된다.
- 2010년 5월 기준, 프라운호퍼의 Solar Energy Systems 연구소에서 개발한 변성 삼중 접합(metamorphic triple junction) 태양 전지는 41.1 %로 태양 에너지 변환 효율에 대한 세계 기록을 보유하고 있으며, 이는 표준 실리콘 기반 전지의 거의 두 배이다.
- 프라운호퍼는 이케아(IKEA) 매장에서 사용하기 위한 프로그램을 개발하고 있다. 이 프로그램을 사용하면 사람들이 찍어온 집안 사진을 사용해 집안이 완전히 꾸며진 모습을 볼 수 있다.

## 연구 기관
프라운호퍼 협회는 현재 72 여 개의 연구소와 연구조직을 운영하고 있다. 
| - Algorithms and Scientific Computing – SCAI - Applied Information Technology – FIT - Applied and Integrated Security – AISEC - Applied Optics and Precision Engineering – IOF - Applied Polymer Research – IAP - Applied Solid State Physics – IAF - Biomedical Engineering – IBMT - Building Physics – IBP - Cell Therapy and Immunology - IZI - Ceramic Technologies and Systems – IKTS - Chemical Technology – ICT - Communication, Information Processing and Ergonomics – FKIE - Computer Graphics Research – IGD - Digital Media Technology – IDMT - Electron Beam and Plasma Technology – FEP - Electronic Nano Systems – ENAS - Energy Economics and Energy System Technology - IEE - Environmental, Safety and Energy Technology – UMSICHT - Embedded Systems and Communication - ESK - Experimental Software Engineering – IESE - Factory Operation and Automation – IFF - High Frequency Physics and Radar Techniques – FHR - High-Speed Dynamics (Ernst-Mach-Institut) – EMI | - Industrial Engineering – IAO - Industrial Mathematics – ITWM - Information Center for Regional Planning and Building Construction – IRB - Integrated Circuits – IIS - Integrated Systems and Device Technology – IISB - Intelligent Analysis and Information Systems – IAIS - Interfacial Engineering and Biotechnology – IGB - International Management and Knowledge Economy - IMW - Laser Technology – ILT - Machine Tools and Forming Technology – IWU - Manufacturing Engineering and Applied Materials Research – IFAM - Manufacturing Engineering and Automation – IPA - Material and Beam Technology – IWS - Material Flow and Logistics – IML - Materials Recycling and Resource Strategies – IWKS - Mechanics of Materials – IWM - Medical Image Computing – MEVIS - Microelectronic Circuits and Systems – IMS - Modular Solid-State Technologies - EMFT - Molecular Biology and Applied Ecology – IME - Non-Destructive Testing – IZFP - Optronics, System Technologies and Image Exploitation – IOSB | - Open Communication Systems – FOKUS - Photonic Microsystems – IPMS - Physical Measurement Techniques – IPM - Process Engineering and Packaging – IVV - Production Systems and Design Technology – IPK - Production Technology – IPT - Reliability and Microintegration – IZM - Secure Information Technology – SIT - Silicate Research – ISC - Silicon Technology – ISIT - Solar Energy Systems – ISE - Structural Durability and System Reliability – LBF - Surface Engineering and Thin Films – IST - Systems and Innovation Research – ISI - Technological Trend Analysis – INT - Telecommunications, Heinrich-Hertz-Institut – HHI 보관됨 2019-02-15 - 웨이백 머신 - Toxicology and Experimental Medicine – ITEM - Transportation and Infrastructure Systems – IVI - Wind Energy Systems – IWES - Wood Research, Wilhelm-Klauditz-Institut – WKI |

Fraunhofer USA
독일에 위치한 연구 기관에 더해서 Fraunhofer USA 라는 자회사를 통해 미국에 7개의 연구소를 운영하고 있다.
- Coatings and Diamond Technologies – CCD
- Experimental Software Engineering – CESE
- [./https://en.wikipedia.org/wiki/Laser Laser] Technology – CLT
- Molecular [./https://en.wikipedia.org/wiki/Biotechnology Biotechnology] – CMB
- Manufacturing Innovation – CMI
- Sustainable Energy Systems – CSE
- Digital Media Technologies – DMT

### Fraunhofer Singapore
2017년 프라운호퍼는 처음으로 아시아의 자회사를 설립하였다.
- Fraunhofer Singapore – Visual and Medical Computing, Cognitive Human-Machine Interaction, Cyber- and Information Security, Visual Immersive Mathematics

## 한국 내 프라운호퍼 연계 기관
프라운호퍼는 한국에서도 각종 연구 조직과 함께 연구를 진행한다.
- 송도 연세대 글로벌 국제캠퍼스 안의 글로벌공동연구소(GRL-FYK). 연세대 글로벌융합기술원(YICT)과 독일 프라운호퍼 세라믹기술연구소(IKTS), 한국기계연구원 부설 재료연구소(KIMS)이 나노·에너지·의공학 등 소재 분야에서 글로벌 공동연구를 벌이고 산업체로의 기술이전을 활성화하는 역할을 수행한다. 2016년 4월 26일 개소하였다.

- UNIST 내의 프라운호퍼 화학기술연구소(FICT) 한국분원, 명칭은 Fraunhofer Project Center @ UNIST. 국내 최초로 설립되는 프라운호퍼 산하 연구기관으로 차량용 섬유강화 복합재 등 경량소재 핵심원천 및 양산화 기술을 개발하는 데 주력한다. 2016년 아시아 최초로 프라운호퍼 화학기술연구소의 분원을 유치하는데 성공했으며, 울산 분원 외에 캐나다에 분원이 하나 더 있다. 2018년 11월 7일 준공식을 열었다.
- 전북 익산시에 조성된 국가식품클러스터 내의 프라운호퍼 IVV 연구소 분소. 프라운호퍼 IVV는 식품포장 개발을 전문으로 하는 소속 연구소로, 입주기업 등 국내 식품기업을 대상으로 식품포장기술 등 최신 식품관련 기술을 지원한다. 2018년 9월 19일에 개소하였다.

## 역대 회장
- Walther Gerlach(1949–1951)
- Wilhelm Roelen (1951–1955)
- Hermann von Siemens (1955–1964)
- Franz Kollmann (1964–1968)
- Christian Otto Mohr (1968–1974)[3]
- Heinz Keller (1974–1982)
- Max Syrbe (1982–1993)
- Hans-Jürgen Warnecke (1993–2002)
- Hans-Jörg Bullinger (2002–2012)
- Reimund Neugebauer (2012–)[4]

## 역사
- 프라운호퍼 협회는 1949년 3월 26일 뮌헨에서 설립되었다. 산업계 대표, 학술계 대표, 바이에른주 정부, 초창기 독일 연방 정부가 설립을 주도했다. 1952년, 독일연방 경제 담당 부처가 프라운호퍼 협회를 전반적인 독일 연구 사업의 3번째 비대학 기관으로 지정하였다. (다른 두 개는 각각 독일 연구 위원회(DFG) 및 막스 플랑크 연구소였다.) 프라운호퍼 협회가 응용 연구를 협회 자신의 자원을 들여 지원해야 하는지는 오랜 기간 논란이 되었다.

- 1954년 협회의 첫 번째 기관(Institut)이 설립되었다. 1956년까지, 협회는 독일연방 국방부와 협력하여 연구 시설을 늘려나갔다. 1959년까지 프라운호퍼 협회는 9 개의 기관을 설립하였고, 1959년 당시 135 명의 연구자를 채용하였으며, 협회의 예산은 360만 독일 마르크에 달했다.